# Daewoo USAS-12
Daewoo USAS-12 là loại shotgun có khả năng bắn tự động được chế tạo tại nhà máy S&T Daewoo tại Hàn Quốc từ những năm 1980. Loại súng này sử dụng thiết kế của súng Auto Assault-12. Năm 1989, công ty Gilbert Equipment tại Hoa Kỳ quyết định thiết kế và sản xuất hàng loạt mẫu súng sử dụng thiết kế từ mẫu súng của Atchisson. Tuy nhiên Gilbert Equipment lại không có khả năng làm dây chuyền để chế tạo mẫu thiết kế này nên họ đã đi tìm đối tác có đủ công nghệ để sản xuất hàng loạt. Nhưng chỉ có nhà máy Daewoo tại Hàn Quốc khi đó là đồng ý chế tạo loại vũ khí này. Các kỹ sư tại Daewoo đã phát triển một dây chuyền sản xuất dựa trên các công nghệ mới của riêng họ và sau đó tiến hành đưa vào sản xuất hàng loạt trong những năm 1990. Nó được ưa chuộng bởi các lực lượng thi hành công vụ cũng như quân đội tại các nước châu Á.

## Thiết kế
USAS-12 sử dụng cơ chế nạp đạn bằng khí nén với thoi nạp đạn xoay để khóa viên đạn cố định vào vị trí. Nó có thiết kế thú vị được lấy từ khẩu súng của Atchisson là thoi nạp đạn di chuyển trên một quãng khá dài nối với hệ thống giảm giật lò xo khiến cho độ giật của súng giảm mạnh giúp nó có thể bắn được các loại đạn quân sự mạnh với chế độ tự động với độ giật giảm đi đáng kể, tuy nhiên hệ thống này khiến cho súng trở nên nặng và không thể bắn nhanh. USAS-12 được chế tạo để sử dụng thuận cả hai tay nên nó có hai khe nhả vỏ đạn và khe để đặc nút kéo lên đạn được cắt ở cả hai bên thân súng. Xạ thủ có thể dễ dàng chọn khe nhả đạn cũng như lắp đặt vị trí của nút kéo lên đạn.
USAS-12 sử dụng các loại đạn shotgun cỡ 12 với hộp đạn rời 10 viên hay hộp đạn tròn 20 viên. Hệ thống nhắm cơ bản là điểm ruồi. Loại súng này cũng có thanh răng để gắn các hệ thống nhắm khác.